# Совершенномудрый
Совершенномудрый  (кит. 聖 шэн, также 賢 сянь) — в традиционной китайской философии человек, достигший полного совершенства в духовных практиках. Просветленный, уничтоживший все никчемные и мучительные мысли (кит. 煩惱 фань нао, или 妄想 ван сян) и обретший покой ума (кит. 心 синь). Такой человек познал законы Неба и природу сознания и он следует этим правилам в своей жизни.
Термин имеет широкое употребление не только как изначальное понятие таких традиционных китайских учений как конфуцианство и даосизм, но также используется и в китайском буддизме, в частности в буддийских сутрах на китайском языке.
Понятия 聖 шэн и 賢 сянь весьма схожи, и часто переводятся одинаково — словом совершенномудрый. Однако по уровню духовной практики 聖 шэн отстоит на одну ступень выше, чем 賢 сянь, и для различения 賢 сянь иногда переводят словом мудрец. В литературе нередко можно встретить объединённый термин 聖賢 шэн-сянь.

В некоторых источниках можно встретить перевод понятия шэн на русский язык словом «святой».